# Pica (enfermedad)
La pica es un tipo de fagia que consiste, según el Manual Diagnóstico y Estadístico de los Trastornos Mentales (DSM-V), en un trastorno de la ingestión y de la conducta alimentaria. Es una variante de un tipo de trastorno alimentario en el que existe un deseo irresistible de comer o lamer sustancias no nutritivas y poco usuales como tierra, tiza, algodón, yeso, hielo, virutas de la pintura, bicarbonato de sodio, almidón, pegamento, moho, cenizas de cigarrillo, papel o cualquier otra cosa que no tiene, en apariencia, ningún valor alimenticio.

## Introducción
El nombre de la enfermedad proviene del vocablo latín que quiere decir «urraca» (Pica pica), ave de la familia de los córvidos, conocida por consumir sustancias incomestibles y robar, conducta que se relaciona con rituales de cortejo y anidamiento.
Según DSM-V y CIE-10 este término que sirve para definir un trastorno de ingesta y conducta alimentaria, está caracterizado por una serie de criterios.
Según estudios epidemiológicos, la pica, hecho de llevarse a la boca y chupar sustancias incomestibles, se considera anómalo a partir de los 18-24 meses de edad.
La pica no es un comportamiento exclusivo de los seres humanos. Caballos, perros, gatos, ovejas, loros, elefantes y otros animales ingieren sustancias como tierra, huesos, madera, papel, etc., que les llega a servir para calmar problemas digestivos, suplir carencias de minerales, como desintoxicante, entre otros. Los monos tanto en estado salvaje, como en cautividad, manifiestan con frecuencia esta conducta. La geofagia o consumo de tierra, es el fenómeno de pica más estudiado. El análisis de la composición de la tierra, revela la presencia de caolín, carbón vegetal y otros componentes, que neutraliza los tóxicos presentes en las hojas y vegetales que habitualmente consumen los primates, sintiendo un alivio de molestias digestivas (diarrea, acidez, etc.). Esta práctica, se interpreta después de algún estudio (superior al 80 %) como una adaptación beneficiosa.
La geofagia está descrita y extendida por todo el mundo, sobre todo entre mujeres embarazadas, niños y adolescentes.
Al consumo de la tierra se le atribuyen funciones importantes como detoxificante, calmante de molestias digestivas, antidiarreico, e incluso suplemento alimentario de micronutrientes.
Existen estudios antropológicos, geográficos, médicos, etc. Que analizan este fenómeno en zonas del sur del Sahara, sur de Estados Unidos, América Central, Asia, entre otros. Y en mercados de ciudades africanas la tierra se vende para su consumo, ya que según Robert E. Hales, la tierra es utilizada como «chupete» para los lactantes, como pasatiempo habitual o como creencia habitual para atraer los espíritus mágicos.
En los años sesenta, se describía un cuadro clínico que consistía en retraso del crecimiento, pérdida de peso, mala cicatrización de heridas, anemia ferropénica y déficit de zinc, en jóvenes egipcios e iraníes que consumían tierra. La clínica mejoraba sustancialmente el cuadro clínico con el aporte de zinc, iniciándose las investigaciones sobre la importancia para el ser humano de esta sustancia. Según los autores de esta experiencia, cuando la tierra y los demás alimentos se consumían juntos disminuía la absorción de hierro y cinc. Este tema, podría ser un factor importante en la desnutrición. También se ha tratado la reinfestación por parásitos intestinales en mujeres embarazadas, debido a la ingestión de tierra infestada. Por lo tanto la geofagia presenta dos caras contradictorias, la beneficiosa y la perjudicial para la salud.
La pica no conlleva ausencia o rechazo de los alimentos. Existen fotografías donde seres humanos mastican sustancias incomestibles, durante grandes hambrunas africanas y hábitos alimenticios desarrollados por el hombre durante aislamientos prolongados, en campos de concentración, guerras, etc. Indican hambre y desesperación, acompañados en ocasiones de trastornos mentales. Consumir cuchillas de afeitar para suicidarse o salir de prisión no se considera trastorno alimentario.

## Epidemiología
No existen datos epidemiológicos de la población general y entre los grupos donde se describe más frecuentemente son escasos. La pica afecta sobre todo a niños con un desarrollo neurotípico y desnutridos, mujeres embarazadas, personas con discapacidad intelectual, niños con autismo, personas que padecen trastornos del desarrollo, enfermos mentales y otros grupos. También puede aparecer por antecedentes familiares del desorden o por disturbios psicológicos originados en una infancia en un hogar muy pobre y con una carencia grande de afecto y en contadas ocasiones en personas bulímicas y anoréxicas.
Los niños que presentan este tipo de trastorno están comprendidos entre 1 y 6 años de edad, con unos porcentajes del 10 al 32 %.
Esta enfermedad también es muy común en mujeres embarazadas y se caracteriza por la aparición de antojos que consisten en la ingestión compulsiva de cosas no comestibles como el polvo, la tiza, el yeso… que ingieren para suplir las carencias de calcio durante su embarazo.
Los síntomas aparecen normalmente en el primer y segundo trimestre del embarazo y suelen durar normalmente hasta un mes. Estos trastornos acaban por desaparecer después de haber dado a luz, pero ha habido casos en los que los trastornos ocasionados por la pica han continuado hasta después del comienzo del parto y el alumbramiento.
A pesar de ser algo normal ya que se presenta en muchas mujeres embarazadas los trastornos de la pica pueden causar serios problemas en la mujer embarazada y su bebé.
La pica puede causar efectos en el bebé ya que el hecho de ingerir sustancias no comestibles durante el embarazo puede evitar que el organismo absorba los minerales y nutrientes necesarios que este necesita para su correcto desarrollo. Tras la carencia de estos minerales y nutrientes el bebe no obtiene una alimentación adecuada y provocaría complicaciones en el parto, como por ejemplo, que el niño nazca con un peso inferior al normal, o incluso que el niño naciese muerto.
En personas con retraso mental, se ha considerado el trastorno de la ingestión y conducta alimentaria más prevalente. El retraso mental o discapacidad intelectual, está caracterizado por un CI inferior a 70, una edad de inicio inferior a los 18 años y dificultades de adaptación.
Actualmente no se conoce ningún síndrome que cursado con retraso mental, este acompañado del trastorno de pica, como parte de la conducta, pero en algunos casos como el síndrome de Prader-Willi, modelo de hiperfagia y obesidad de origen genético, sí que prevalece pica en pequeñas series, al igual que en personas con autismo y demás trastornos de desarrollo que presentan este retraso mental.
Según los diferentes estudios realizados, se coincide en que la pica, es más frecuente entre los más jóvenes y de mayor grado de discapacidad intelectual (62-84 % en profundos, según la serie). El trastorno disminuye con relación a la edad, aunque vuelve a aparecer a los 70 años. Se identifican 29 tipos de sustancias no comestibles; las más frecuentes: cuerdas, hilos, trozos de ropa, trapos; también tierra, metales, madera, pintura, hierba, papel, heces. Lo usual en estos casos es ingerir una única sustancia, aunque se dan casos de ingestión de varias claramente identificadas. El consumo indiscriminado de cualquier sustancia es muy poco frecuente.
Dependiendo del tipo de alimento o sustancia ingerida, este recibe un nombre específico, los más comunes son, geofagia: el que come tierra, pagofagia: el que come hielo y amilofagia: el que come harina. Según la condición psicológica-psiquiátrica de la persona varía la severidad del cuadro y es más extraño el objeto del apetito; así, en gestantes con anemia ferropénica suele ser frecuente la geofagia o la pagofagia, mientras que en pacientes psiquiátricos o con CI bajos no son infrecuentes la ingesta de heces denominada coprofagia, o plásticos y hojas denominada foliofagia. A veces se dan casos muy extraños como comer betún para zapatos como comida diaria.

### Algunos de los términos utilizados
- Acufagia (ingestión de objetos agudos)
- Amilofagia (ingestión de almidón)
- Coniofagia (ingestión de polvo)
- Stachtofagia (ingestión de cenizas de cigarro)
- Coprofagia (ingestión de excrementos)
- Urofagia (ingestión de la orina)
- Emetofagia (ingestión del vómito)
- Geomelofagia (ingestión anormal de patatas crudas)
- Geofagia (ingestión de tierra)
- Foliofagia (ingestión de papel)
- Bibliofagia (ingestión de libros o revistas)
- Litofagia (ingestión de piedras)
- Mucofagia (ingestión de moco)
- Hemofagia (ingestión de sangre)
- Pagofagia (ingestión exagerada de hielo)
- ?? (ingestión de goma espuma/esponja)
- Tricofagia (ingestión de cabello o lana)
- Onicofagia (ingestión de uñas)
- Luludofagia (ingestión exagerada de flores)
- Xilofagia (ingestión exagerada de madera)

## Etiopatogenia
El trastorno de pica ha sido estudiado por pediatras, ginecólogos, dermatólogos, psiquiatras, psicólogos, nutricionistas, antropólogos, etc., por lo que se ha interpretado como un trastorno de conducta, alimentario, enfermedad mental, pobreza, hambre… pero realmente la causa de la pica es desconocida.
Se ha descrito una relación con el Síndrome de Klüver-Bucy, aunque no se conoce ninguna lesión cerebral específica que la provoque.
Los factores implicados en el origen y mantenimiento de la pica son hambre, náusea, vómito, molestias digestivas, aumento de la producción de saliva, alteraciones del gusto y olfato. Los factores de riesgo más importantes a tener en cuenta son la pobreza, el abandono y la falta de supervisión de los padres, en niños y discapacitados.
Estudios epidemiológicos y clínicos relacionan la pica con falta de hierro y zinc fundamentalmente, además de la necesidad de algunos nutrientes deficitarios. La pica al igual que la falta del hierro, se han descrito en embarazadas, niños, personas con pérdidas sanguíneas digestivas, etc.
En estudios realizados con ratas albinas, la falta de hierro les ha inducido al aumento de la pagofagia (consumo de hielo), revirtiendo la situación después de corregir el déficit. Durante el embarazo, mujeres anémicas han cedido la pagofagia después de tratar con hierro y no con placebo. La administración de hierro resuelve la pica en muchos casos, generalmente antes de que se corrija la anemia (lo que implica un mecanismo independiente).
Según los estudios realizados por Danford hasta un 45 % de los discapacitados intelectuales con pica tenían bajo algún marcador sanguíneo de la anemia o del hierro (ferritina, hemoglobina, etc.), siendo los que consumían tierra, heces, papel, etc., quienes más déficit presentaban.
Aun pareciendo que la pica se resuelve corrigiendo la falta de hierro en el organismo, queda por investigar y explicar el motivo por el cual se produce este mecanismo. Se calcula que en el mundo puede haber 2 000 000 000 (dos mil millones) de personas anémicas; mujeres y niños (la mitad) por falta de hierro.
Otro micronutriente que se ha relacionado con la pica es el cinc. Después de su administración en jóvenes consumidores de tierra, se ha notado una mejoría o desaparición, al igual que en muestras de niños chinos e indios durante casos clínicos en los que también han disminuido los episodios de pica. Danford observa que el 53 % de los discapacitados con pica tienen carencia de cinc al compararlo con un grupo emparejado por edad, nivel intelectual y años de institucionalización, igualando la dieta de ambos grupos y cumpliendo las recomendaciones de la FDA.
Swift encuentra que la carencia de cinc, independientemente de otros factores, multiplica por 6,25 las posibilidades de padecer pica, siendo este, el factor más importante, por encima de la discapacidad intelectual y el déficit de hierro.
La inmunidad, crecimiento, reproducción, vista, gusto y olfato, anorexia, déficit de atención e hiperactividad, etc., son funciones y trastornos relacionados con el cinc Se reconoce su participación en complejos enzimáticos y en el metabolismo de neurotransmisores, ácidos grasos, melatonina, etc. En experiencias con ratas la carencia de cinc produce reducción de la ingesta conformando ciclos de 3-5 días entre comidas y una elevación del neuropéptido Y en los núcleos hipotalámicos en un posible intento de normalizar dicha ingesta. En cualquier caso, si el cinc es un factor etiopatogénico en el desarrollo de la pica se desconoce su mecanismo de acción, al igual que en el caso del hierro.
Desde el punto de vista psicológico la pica se ha interpretado como un retraso madurativo en el que persistiría la conducta de llevarse cosas a la boca. También como una variante en personas incapaces de discriminar lo comestible de lo que no lo es. La evidencia sugiere que, en la mayoría de los casos, las personas con pica discriminan y buscan expresamente lo que ingieren.
La explicación psicológica más aceptada es que la pica es una conducta aprendida, reforzada ambientalmente, con la finalidad de conseguir atención, evitar situaciones desagradables, conseguir cosas concretas o autoestimularse. Este último caso parece el más frecuente. El aprendizaje de este trastorno también puede ser por imitación de otros individuos o incluso de mascotas.
La explicación psiquiátrica se ha descrito como una respuesta frente al estrés, asociada a trastornos como la esquizofrenia, autismo, y al trastorno obsesivo-compulsivo. La pica relacionada con el tabaco puede interpretarse como una conducta adictiva.

## Complicaciones y morbimortalidad
Existen pocos estudios sobre las complicaciones de la pica. Las complicaciones quirúrgicas más importantes son las abdominales. 75 % de los pacientes de pica, necesitan cirugía, el 30 % sufre complicaciones y hasta el 11 % fallece a consecuencia de la pica u otras complicaciones postoperatorias. Lo más frecuente es la obstrucción intestinal, por sustancias indigeribles que quedan aisladas en cavidades digestivas.
El caso más extraordinario y grave de la pica es el Síndrome de Rapunzel que consiste en una masa de pelo que se queda anclada en el estómago y que se proyecta hacia el intestino delgado, dándose este en niños, personas con discapacidad intelectual y personas con tricotilimanía, tricofagia, y desnutrición. El 37 % de los pacientes son reincidentes, por lo que se dificulta el tratamiento. Los signos clínicos más habituales son dolor abdominal, vómitos y estreñimiento.
El consumo de excrementos de animales domésticos, produce infestaciones por parásitos como Toxocara canis o cati, toxoplasmosis, tricuriasis, ascaridiasis, etc., extendiéndose a vísceras, sistema nervioso central y órganos de los sentidos, algunas de ellas.
La intoxicación más habitual es la provocada por el plomo. Metal ubicuo que se encuentra en cañerías, soldaduras, gasolina, tierra y otros muchos productos industriales. Esta sustancia, provoca estreñimiento, cólicos intestinales, afectación renal, etc.
Los pediatras alertan sobre la necesidad de vigilancia y control de los niveles detectados en algunos estudios. Durante el embarazo e infancia, la intoxicación puede originar retraso y dificultades cognitivas. También se ha estudiado el envenenamiento por mercurio, fósforo, y otros, dependiendo de la composición de lo consumido.
Asociados a la pica se encuentran los problemas digestivos, rumiación y vómitos. El aislamiento, conductas autolesivas, agresividad, acompañan a la pica en las personas con trastornos mentales.
Las causas más frecuentes de fallecimiento son las complicaciones abdominales agudas.

## Evaluación y tratamiento
El diagnóstico de pica se establece cuando se cumplen los criterios del DSM-IV-TR o de la CIE-10, durante la intervención terapéutica del paciente. Luego se intentan determinar los factores etiológicos y las posibles complicaciones, mediante antropometría, análisis y evaluación de la ingesta.
Existen pruebas específicas para cada una de las sustancias ingeridas, como es el caso del hierro, ferritina sobre todo, que reflejan el estado de los depósitos corporales. Para el estado nutricional del cinc, no existen pruebas de uso clínico, por lo que se combinan varios índices que precisan la profundidad de la carencia y la rapidez con que se ha producido. El plomo es fácil de analizar en una muestra de sangre. Igualmente puede ser necesario analizar las heces para demostrar la presencia de parásitos o de anticuerpos antiparasitarios.
Con respecto a la ingestión de cuerpos extraños, una simple radiografía de abdomen, puede resolver la sospecha. Aunque puede ser necesario utilizar otras técnicas radiológicas, endoscopia u otro estudio en profundidad.
El análisis funcional de la conducta, en niños y discapacitados intelectuales, puede ser clave para el tratamiento psicológico. El 20-30 % de discapacitados intelectuales de instituciones, tienen un trastorno psiquiátrico asociado.
Las familias de los afectados deben ser informadas sobre el trastorno y sus consecuencias. Observación de la conducta, vigilancia, prevención, son pasos fundamentales y en ocasiones los únicos con discapacitados intelectuales, para obtener un buen tratamiento. Si se demuestra una carencia de micronutrientes hay que tratarla inmediatamente, así como la causa que la pueda producir.
Por otro lado, están los que piensan que el síndrome de pica es una acción aprendida ancestralmente para que los seres vivos, entre ellos el hombre, obtengan los micronutrientes que no consiguen por otro medio. Esta respuesta se origina o empeora por falta de un oligoelemento que normalmente suele ser el hierro o el zinc. En estos casos el tratamiento consiste en abastecer las cantidades necesarias de la sustancia que falte y observar la evolución de este.
Si no desaparece el síndrome es necesario intentar convencer al paciente a que abandone la práctica de este o incluso, en el peor de los casos, que tome precauciones acerca del lugar del que consume, buscando así en zonas no contaminadas o cocinar antes de ingerir.
De todas formas, no existe un patrón único de tratamiento. Es imprescindible la acción de un equipo profesional que estudie y tenga en cuenta factores biológicos, psicológicos y sociales.
Los expertos en psicofarmacología afirman que no hay ningún fármaco concreto que elimine este síndrome. Incluso ellos no aconsejan ninguno pero, en caso de elegir, escogen los inhibidores de la recaptación de serotonina.
El uso de fármacos debe ser controlado en función de la patología psiquiátrica o de los trastornos de conducta que se padezcan y, al mismo tiempo, junto con medidas psicológicas, sociales y educativas (abandono, desamparo, negligencia, pobreza, problemas familiares y otros factores de riesgo deben ser tratados porque estos pueden ser una de las causas por las que aparezca este síndrome) Además también es importante la formación de los padres y cuidadores en las ideas básicas acerca del aprendizaje, castigo y control de los estímulos.
En determinados casos el tratamiento es tan difícil que se establece una vigilancia continua del paciente.
En resumen, los tratamientos más comunes son:
- Administración de suplementos nutricionales.
- Suministro de fármacos para así controlar algunos factores como los antojos, el estrés o la depresión.
- Asesoramiento psicológico.
- Terapia para corregir el comportamiento y las conductas.